# Jose Duch
Pour les articles homonymes, voir Duch.
José Duch est un footballeur français, né le 1er mai 1950 à Barcelone en Espagne.

## Biographie
Un des joueurs les plus marquants de son époque au club. Attaquant vif et rapide, joueur de caractère capable de transcender son équipe, il formait avec Antoine Trivino et Vincent Stropoli une ligne d'attaquants redoutée sur tous les terrains de D2 de l'époque.
Avec le FC Gueugnon, il a joué 327 matches et a marqué 58 buts en Division 2. 

## Carrière
- 1970-1987 : FC Gueugnon

## Palmarès
- Championnat de France de D2 en 1979
- International amateur (espoirs):
  - Finaliste des Jeux Méditerranéens en 1979, avec l'équipe de France espoirs[1]